# Новонагаткіно
Новонага́ткіно (рос. Новонагаткино) — присілок у складі Бугурусланського району Оренбурзької області, Росія.

## Населення
Населення — 18 осіб (2010; 49 у 2002).
Національний склад (станом на 2002 рік):
- росіяни — 86 %